# Морган Гілавогі
Морган Боно Гілавогі (фр. Morgan Bono Guilavogui, нар. 10 березня 1998, Тулон, Франція) — гвінейський футболіст, нападник французького «Ланса» та національної збірної Гвінеї. На умовах оренди грає за німецький клуб «Санкт-Паулі».

## Ігрова кар'єра

### Клубна
Морган Гілавогі є вихованцем французьких клубів «Сент-Етьєн» та «Тулон». У дублі «Тулона» нападник починав грати у Національному чемпіонаті 3. Починаючи з сезону 2017/18 Гілавогі виступав за основний склад «Тулона», з яким піднявся до третього дивізіону чемпіонату Франції.
Влітку 2020 року Гілавогі перейшов до столичного клубу «Париж» і 12 вересня 2020 року зіграв першу гру в Лізі 2. У сезоні 2021/22 нападник грав у перехідному плей-оф за право участі у Лізі 1.
У літнє трансферне вікно 2023 року Гілавогі перейшов до складу віце-чемпіона Франції «Ланса», з яким підписав контракт на чотири роки і 13 серпня 2023 року у матчі проти «Бреста» дебютував у вищому дивізіоні чемпіонату Франції. Також восени того року Гілавогі зіграв свої перші ігри на міжнародному рівні. 20 вересня нападник вийшов на заміну у матчі групового раунду Ліги чемпіонів проти іспанської «Севільї».

### Збірна
12 листопада 2021 року у матчі відбору до чемпіонату світу 2022 року проти Гвінеї-Бісау Морган Гілавогі дебютував у національній збірній Гвінеї.
Брав участь у Кубку африканських націй 2021 та 2023.

## Статистика виступів

### Статистика виступів за збірну
Станом на 2 лютого 2024 року
| Дата       | Місто                | Господарі            | Результат | Гості        | Турнір                                        | Голи | Примітки  |
| ---------- | -------------------- | -------------------- | --------- | ------------ | --------------------------------------------- | ---- | --------- |
| 12-11-2021 | Конакрі              | Гвінея               | 0 – 0     | Гвінея-Бісау | Відбір до ЧС 2022                             | -    | 70'       |
| 16-11-2021 | Касабланка           | Марокко              | 3 – 0     | Гвінея       | Відбір до ЧС 2022                             | -    | 63'       |
| 6-1-2022   | Кігалі               | Руанда               | 0 – 2     | Гвінея       | товариський матч                              | -    | 62'       |
| 14-1-2022  | Бафусам              | Сенегал              | 0 – 0     | Гвінея       | Кубок африканських націй 2021 - груповий етап | -    | 90'       |
| 24-1-2022  | Бафусам              | Гвінея               | 0 – 1     | Гамбія       | Кубок африканських націй 2021 - 1/8 фіналу    | -    | 83'       |
| 23-9-2022  | Бір-ель-Джір         | Алжир                | 1 – 0     | Гвінея       | товариський матч                              | -    | 71'       |
| 27-9-2022  | Ам'єн                | Кот-д'Івуар          | 3 – 1     | Гвінея       | товариський матч                              | -    | 46'       |
| 24-3-2023  | Касабланка           | Гвінея               | 2 – 0     | Ефіопія      | Відбір до Кубка африканських націй 2023       | -    | 26' 68'   |
| 27-3-2023  | Рабат                | Ефіопія              | 2 – 3     | Гвінея       | Відбір до Кубка африканських націй 2023       | 1    | 74'       |
| 14-6-2023  | Марракеш             | Гвінея               | 1 – 2     | Єгипет       | Відбір до Кубка африканських націй 2023       | -    | 74'       |
| 17-6-2023  | Курналя-да-Льобрегат | Бразилія             | 4 – 1     | Гвінея       | товариський матч                              | -    | 73'       |
| 13-10-2023 | Сетубал              | Гвінея               | 1 – 0     | Гвінея-Бісау | товариський матч                              | 1    | 73'       |
| 17-10-2023 | Фару                 | Гвінея               | 1 – 1     | Габон        | товариський матч                              | -    | 46'       |
| 17-11-2023 | Беркан               | Гвінея               | 2 – 1     | Уганда       | Відбір до ЧС 2026                             | -    | 64' 90+5' |
| 21-11-2023 | Франсистаун          | Ботсвана             | 1 – 0     | Гвінея       | Відбір до ЧС 2026                             | -    | 68'       |
| 8-1-2024   | Абу-Дабі             | Гвінея               | 2 – 0     | Нігерія      | товариський матч                              | -    |           |
| 15-1-2024  | Ямусукро             | Камерун              | 1 – 1     | Гвінея       | Кубок африканських націй 2023 - груповий етап | -    | 56'       |
| 19-1-2024  | Ямусукро             | Гвінея               | 1 – 0     | Гамбія       | Кубок африканських націй 2023 - груповий етап | -    | 77'       |
| 23-1-2024  | Ямусукро             | Гвінея               | 0 – 2     | Сенегал      | Кубок африканських націй 2023 - груповий етап | -    | 63'       |
| 28-1-2024  | Абіджан              | Екваторіальна Гвінея | 0 – 1     | Гвінея       | Кубок африканських націй 2023 - 1/8 фіналу    | -    | 60'       |
| 2-2-2024   | Абіджан              | ДР Конго             | 3 – 1     | Гвінея       | Кубок африканських націй 2023 - чвертьфінал   | -    | 59'       |
| Усього     |                      | Матчів               | 21        |              | Голів                                         | 2    |           |

## Особисте життя
Старший брат Моргана — Жозуа Гілавогі також професіональний футболіст. Грає в півзахисті німецького клубу «Майнц 05».